# Władysław Dąbrowski (podinspektor)
Władysław Henryk Dąbrowski – podinspektor Policji Państwowej.
W II RP wstąpił do Policji Państwowej.
W 1926 w stopniu nadkomisarza był kierownikiem inspektoratu I Okręgu VI miasta stołecznego Warszawa przy ulicy Hożej 30. W latach 30. służył w Policji w stopniu podinspektora.

## Ordery i odznaczenia
- Krzyż Kawalerski Orderu Odrodzenia Polski (2 maja 1923)[3][4]
- Złoty Krzyż Zasługi (27 listopada 1929)[5]